# Gymnopithys rufigula
El hormiguero gorgirrufo (Gymnopithys rufigula), también denominado hormiguero gargantirrufo (en Venezuela),  hormiguero bicolor u hormiguero de garganta rufa, es una especie de ave paseriforme de la familia Thamnophilidae perteneciente al género Gymnopithys. Es nativo del escudo guayanés y del noreste de la cuenca amazónica en América del Sur.

## Distribución y hábitat
Se distribuye en el sur y este de Venezuela, Guyana, Surinam, Guayana francesa y noreste de la Amazonia brasileña al norte del río Amazonas.
Esta especie es considerada bastante común en su hábitat natural: el sotobosque de selvas húmedas de regiones bajas, a menos de 600 m de altitud.

## Descripción
Mide, en promedio, 15 cm de longitud. Su plumaje es marrón en la parte superior, con frente negruzca y área ocular azul. Su garganta es rufa. El plumaje del macho difiere del de la hembra solamente en el color de una mancha presente en la espalda, entre las alas, la cual es blanca en el macho y canela a rufa en la hembra.

## Sistemática

### Descripción original
La especie G. rufigula fue descrita por primera vez por el naturalista neerlandés Pieter Boddaert en 1783 bajo el nombre científico Turdus rufigula; la localidad tipo es «Guayana francesa.»

### Etimología
El nombre genérico masculino «Gymnopithys» se compone de las palabras del griego «gumnos» que significa ‘desnudo’, ‘pelado’, y del género «Pithys» cuyo significado no está claramente definido; puede tener origen en un nombre guaraní; en «pitulos», un pequeño pájaro mencionado por Hesychius; o apenas en una corruptela del género Pipra; refiriéndose al anillo periorbital desnudo del ave; y el nombre de la especie «rufigula», se compone de las palabras del latín «rufus» que significa ‘rojo’, y «gula» que significa ‘garganta’.

### Taxonomía
Los estudios genéticos indican que la presente especie es hermana de Gymnopithys leucaspis. Las subespecies pueden representar apenas variaciones clinales.

### Subespecies
Según las clasificaciones del Congreso Ornitológico Internacional (IOC) y Clements Checklist/eBird, se reconocen tres subespecies, con su correspondiente distribución geográfica:
- Gymnopithys rufigula pallidus (Cherrie, 1909) – sur de Venezuela (Bolívar excepto la cuenca del río Cuyuní y Amazonas excepto las vecindades de Pica Yavita-Pimichín).
- Gymnopithys rufigula pallidigula Phelps Sr. y Phelps Jr., 1947  – vecindades de Pica Yavita-Pimichín, en el extremo sur de Venezuela (suroeste de Amazonas).
- Gymnopithys rufigula rufigula (Boddaert, 1783) – extremo este de Venezuela (cuenca del río Cuyuní), las Guayanas y este de Brasil al norte del río Amazonas (del río Negro hacia el este hasta Amapá).